# NGC 7360
NGC 7360 (другие обозначения — PGC 69591, UGC 12167, MCG 1-58-1, ZWG 404.36, ZWG 405.2) — галактика в созвездии Пегас.
Открыта астрономом Альбертом Мартом 29 августа 1864 годом.
Этот объект входит в число перечисленных в оригинальной редакции «Нового общего каталога».